# Kulynytschi
Kulynytschi (ukrainisch Кулиничі; russisch Кулиничи Kulinitschi) ist eine Siedlung städtischen Typs in der ukrainischen Oblast Charkiw mit etwa 3000 Einwohnern (2020).
Die im späten 19. Jahrhundert Ortschaft erhielt 1957 den Status einer Siedlung städtischen Typs und liegt im Südosten der Stadt Charkiw. Bis zum 5. März 2013 war der Ort administrativ dem Rajon Charkiw zugeordnet, seither gehört er administrativ zum Stadtrajon Nemyschlja der Stadt Charkiw.
Zur Gemeinde gehörten bis 2013 noch die Dörfer
Bajrak (Байрак), Blahodatne (Благодатне), Bobriwka (Бобрівка), Braschnyky (Бражники), Saijiky (Заїки) und Satyschja (Затишшя)
sowie die Ansiedlungen
Jelitne (Елітне), Kutusiwka (Кутузівка), Momotowe (Момотове), Peremoha (Перемога), Prelesne (Прелесне), Sernowe (Зернове) und Slobidske (Слобідське).
Kulynytschi liegt an der Territorialstraße T–21–04, der Fernstraße M 03/E 40 und am Ufer der Nemyschlja (Немишля), einem 27 km langen, linken Nebenfluss des Flusses Charkiw.
Am 12. Juni 2020 wurde die Siedlung ein Teil der neu gegründeten Landgemeinde Wilchiwka.